# 第1軍団 (北軍)
南北戦争中に第1軍団（I Corps）の名称が用いられた北軍の軍団は3つあった。一つはアレクサンダー・マクックが指揮したオハイオ軍/カンバーランド軍所属の部隊、一つはジョージ・モーガン（George W. Morgan）が指揮したミシシッピ軍所属の部隊であるが、存続期間はそれぞれ1862年9月29日から同年11月5日、1863年1月4日から同年1月12日までと短期間であった。もう一つがポトマック軍及びバージニア軍に所属した第1軍団であり、北軍の中でも最も有名かつ戦闘経験豊富であり、また多くの有名な指揮官がその指揮をとった。この記事ではポトマック軍第1軍団を記述する。

## 歴史
第1軍団の始動は1862年3月13日であり、リンカーン大統領がジョージ・マクレラン少将に対して、隷下のポトマック軍に軍団の編成を命じたことによる。第1軍団の最初の軍団長はアービン・マクドウェル少将であり、3個の師団から構成されていた。当初の目的は半島方面作戦への参加であったが、南軍のストーンウォール・ジャクソンのシェナンドー渓谷における活動がワシントンD.C.の安全を脅かすと考えられたため、第1軍団はポトマック軍から離れフレデリックスバーグに残された。しかし、6月には隷下の第2師団（ペンシルベニア予備役師団）をポトマック軍に派遣している。この師団は一時的に第5軍団所属となりゲインズミル及びグレンデイルで激しく戦った。師団長のジョージ・マッコール（ George A. McCall）准将と、第1旅団長のジョン・F・レイノルズ准将（後に第1軍団の軍団長となった）は共に捕虜となったが、8月に行われた捕虜交換で解放された。
ペンシルベニア予備役師団は、七日間の戦いの後に再び第1軍団に戻ったが、続いてジョン・ポープ少将のバージニア軍の所属となり、バージニア軍第3軍団と改称されて第二次ブルランの戦いに参加した。その後ポトマック軍の所属となり、第1軍団の名称に戻った。第1軍団はポトマック川を渡ってメリーランド州に入り、ジョセフ・フッカー軍団長の下にサウス山の戦いとアンティータムの戦いに参加した。9月17日のアンティータムの戦いでは、第1軍団はトウモロコシ畑とダンカー教会付近で大損害を受けた。フッカーも前線で負傷し、第3師団長のジョージ・ミード准将が一時的に軍団の指揮をとることとなった。レイノルズ（予備役師団の師団長に昇進していた）は一時的に第1軍団を離れ、出身地であるペンシルベニアで民兵の訓練を行なっていたため、メリーランド方面作戦には参加していなかったが、10月に第1軍団に戻り、軍団長に就任した。

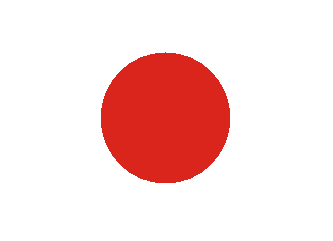
第1軍団第1師団の帽子の記章

6週間の間に3度の戦闘に参加し、第1軍団は大きく消耗した。しかし、新たな志願兵連隊の到着により補充が行われ、11月までには戦力は回復した。
軍団は東部戦線屈指の北軍の名将と言われるレイノルズ少将に率いられ、ロバート・E・リー大将の軍とフレデリックスバーグで戦うために南方へ移動した。フレデリックスバーグにおいては、隷下の3個師団の内、ジョン・ギボンの第2師団とミードの第3師団は町の南側でストーンウォール・ジャクソンの軍団と戦ったが、アブナー・ダブルデイの第1師団は予備として残された。チャンセラーズヴィル方面作戦では目立った活動はしていない。
第1軍団の最後の主たる戦闘はゲティスバーグの戦いである。1863年7月1日、第1軍団は戦場に到着したが、その日に軍団長のレイノルズ少将は戦死し、第3師団長ダブルデイ少将が指揮を引き継いだ。第1軍団は猛烈に戦ったが、南軍の第3軍団（A・P・ヒル中将）及び第2軍団（リチャード・イーウェル中将）のローズ師団（ Robert E. Rodes）に圧倒された。結果第1軍団は市内から撤退しセメトリー・ヒルに防衛線を引いた。翌日、第6軍団第3師団長のジョン・ニュートン少将が第1軍団の指揮を執ることとなった。この異動は論争となるところであり、先任であったダブルデイの気分を大きく害した。ニュートンは戦闘の残りの間指揮を執り続け、ピケットの突撃を頓挫させただけでなく、11月27日-12月2日のマイン・ランの戦いでも第1軍団長を務めた。
1864年3月24日、南北戦争における第1軍団の歴史は終わった。消耗が大きかったために、従来の3個師団は2個師団に再編成され、ポトマック軍第5軍団に吸収された。

## 歴代軍団長
| アービン・マクドウェル  | 1862年3月13日- 1862年4月4日 |
| アービン・マクドウェル* | 1862年6月26日- 1862年9月5日 |
| ジェイムズ・リケッツ*   | 1862年9月5日-1862年9月6日   |
| ジョセフ・フッカー*     | 1862年9月6日- 1862年9月12日 |
| ジョセフ・フッカー      | 1862年9月12日-1862年9月17日 |
| ジョージ・ミード        | 1862年9月17日-1862年9月29日 |
| ジョン・F・レイノルズ   | 1862年9月29日-1863年1月2日  |
| ジェイムズ・ワズワース  | 1863年1月2日-1863年1月4日   |
| ジョン・F・レイノルズ   | 1863年1月4日-1863年3月1日   |
| ジェイムズ・ワズワース  | 1863年3月1日-1863年3月9日   |
| ジョン・F・レイノルズ   | 1863年3月9日-1863年7月1日   |
| アブナー・ダブルデイ    | 1863年7月1日-1863年7月2日   |
| ジョン・ニュートン      | 1863年7月2日-1864年3月12日  |
| ジェイムズ・ワズワース  | 1864年3月12日-1864年3月14日 |
| ジョン・ニュートン      | 1864年3月14日-1864年3月24日 |

* バージニア軍第3軍団長

## 参考資料
- Eicher, John H., & Eicher, David J.: Civil War High Commands, Stanford University Press, 2001, ISBN 0-8047-3641-3
- Fox, William F.: Regimental Losses in the American Civil War, Albany Publishing, 1889 (online text of I Corps section)